# Dominik Dudek
Dominik Dudek (ur. 7 września 1993 w Limanowej) – polski piosenkarz i autor tekstów.

## Życiorys
Urodził się 7 września 1993 w Limanowej, a dorastał we wsi Młynne. Jest synem Mariana Dudka. Ukończył Technikum Budowlane i Akademię Muzyczną im. Karola Szymanowskiego w Katowicach, na której uzyskał tytuł magistra. Po studiach zamieszkał w Krakowie.

### Kariera zawodowa
Jesienią 2022 zwyciężył w finale 13. edycji programu rozrywkowego The Voice of Poland w TVP2, a w nagrodę podpisał kontrakt płytowy z wytwórnią muzyczną Universal Music Polska. W finale programu zaśpiewał swój debiutancki singiel – „Wydaje się”. 26 lutego 2023 z utworem „Be Good” zajął trzecie miejsce w finale polskich preselekcji do Konkursu Piosenki Eurowizji 2023. 19 maja tego samego roku nakładem Universal Music Polska wydał swój pierwszy minialbum pt. Ja śnię, a w czerwcu wystąpił z utworem „Idę” w konkursie Premiery na LX Krajowym Festiwalu Piosenki Polskiej w Opolu. 14 lutego 2025 z utworem „Hold the Light” zajął trzecie miejsce w finale polskich eliminacji do 69. Konkursu Piosenki Eurowizji. 23 maja tego samego roku wydał swój debiutancki album studyjny pt. We Are Young (But Only Once).

## Dyskografia

### Albumy studyjne
| Rok  | Dane dot. albumu |
| ---- | --- |
| 2025 | We Are Young (But Only Once) - Wydany: 23 maja 2025 - Wytwórnia: Universal Music Polska - Format: CD, digital download, streaming |

### Minialbumy
| Rok  | Dane dot. albumu                                                                                         |
| ---- | --- |
| 2023 | Ja śnię - Wydany: 19 maja 2023 - Wytwórnia: Universal Music Polska - Format: digital download, streaming |

### Single
| Rok                                                      | Tytuł                                                         | Najwyższa pozycja na liście | Certyfikat         | Sprzedaż       | Album                        |
| Rok                                                      | Tytuł                                                         | POL (airplay)               | Certyfikat         | Sprzedaż       | Album                        |
| -------------------------------------------------------- | ------------------------------------------------------------- | --------------------------- | ------------------ | -------------- | ---------------------------- |
| 2022                                                     | „Wydaje się”                                                  | –                           |                    |                | –                            |
| 2023                                                     | „Tak mi mów”                                                  | –                           |                    |                | Ja śnię                      |
| 2023                                                     | „Be good”                                                     | 17                          |                    |                | Ja śnię                      |
| 2023                                                     | „Idę”                                                         | 14                          |                    |                | Ja śnię                      |
| 2023                                                     | „Sleepyhead”                                                  | –                           |                    |                | –                            |
| 2023                                                     | „December Again” / „Najgorsza świąteczna piosenka na świecie” | –                           |                    |                | –                            |
| 2023                                                     | „Na co mi to” (oraz Kayah)                                    | 44                          |                    |                | –                            |
| 2024                                                     | „Cienie”                                                      | –                           |                    |                | –                            |
| 2024                                                     | „Od kiedy jesteś”                                             | 6                           | - POL: złota płyta | - POL: 25 000+ | We Are Young (But Only Once) |
| 2024                                                     | „Follow You”                                                  | –                           |                    |                | We Are Young (But Only Once) |
| 2024                                                     | „This Is the Life” (na żywo; gościnnie: Chochla Band)         | –                           |                    |                | –                            |
| 2024                                                     | „Ostatni dzień”                                               | –                           |                    |                | We Are Young (But Only Once) |
| 2025                                                     | „Hold the Light”                                              | 11                          |                    |                | We Are Young (But Only Once) |
| 2025                                                     | „Też będziemy tęsknić”                                        | –                           |                    |                | We Are Young (But Only Once) |
| „–” oznacza, że singel nie był notowany na danej liście. |                                                               |                             |                    |                |                              |

## Nagrody i nominacje
| Rok  | Konkurs                                       | Kategoria               | Rezultat  | Źr.    |
| ---- | --------------------------------------------- | ----------------------- | --------- | ------ |
| 2022 | The Voice of Poland                           | XIII edycja             | Wygrana   | [ 3 ]  |
| 2023 | LX Krajowy Festiwal Piosenki Polskiej w Opolu | Premiery („Idę”)        | Nominacja | [ 7 ]  |
| 2025 | Jupitery Plotka                               | Wschodząca Gwiazda Roku | Wygrana   | [ 14 ] |